# Liste des champions du monde de trial indoor
Le Championnat du monde de trial indoor, organisé par la Fédération internationale de motocyclisme existe depuis 1983.

## Caractéristiques
Le championnat indoor se déroule en salle dans une dizaine de villes étapes en majorité européennes, le nombre de pilotes est limité (ils sont choisis dans l'ordre du 1er au 6e du Championnat du monde outdoor de l'année précédente, donc ce sont les meilleurs pilotes mondiaux du fait du niveau très élevé des zones indoor). De jeunes pilotes prometteurs ou des pilotes nationaux sont invités en tant que wild card.
Les zones, au nombre d'une dizaine, sont totalement artificielles et très spectaculaires. La plupart des trials indoors actuels intègrent également des zones de vitesse ou des concours de saut en hauteur. Au départ de chaque étape, tous les pilotes effectuent la totalité des zones. Les trois meilleurs (ceux qui ont pris le moins de pénalités : non dépassement du temps imparti, pose de pieds au sol, respect du tracé, etc.) sont qualifiés pour aller en finale sur les mêmes zones mais utilisées à contresens. Le gagnant d'une étape obtient 10 points, le second 8, le troisième 6, le quatrième 5 points, etc.
Le Champion du monde est celui qui obtient le meilleur score après la dizaine d'étapes.

## Liste des champions du monde indoor
| Année | Pilote           | Pays            | Marque  |
| ----- | ---------------- | --------------- | ------- |
| 1987  | Jordi Tarrés     | Espagne         | Beta    |
| 1988  | Thierry Michaud  | France          | Fantic  |
| 1989  | Jordi Tarrés     | Espagne         | Beta    |
| 1990  | Jordi Tarrés     | Espagne         | Beta    |
| 1991  | Jordi Tarrés     | Espagne         | Beta    |
| 1992  | Tommi Ahvala     | Finlande        | Aprilia |
| 1993  | Jordi Tarrés     | Espagne         | Gas gas |
| 1994  | Jordi Tarrés     | Espagne         | Gas gas |
| 1995  | Jordi Tarrés     | Espagne         | Gas gas |
| 1996  | Marc Colomer     | Espagne         | Montesa |
| 1997  | Dougie Lampkin   | Grande-Bretagne | Beta    |
| 1998  | Dougie Lampkin   | Grande-Bretagne | Beta    |
| 1999  | Dougie Lampkin   | Grande-Bretagne | Beta    |
| 2000  | Dougie Lampkin   | Grande-Bretagne | Montesa |
| 2001  | Dougie Lampkin   | Grande-Bretagne | Montesa |
| 2002  | Albert Cabestany | Espagne         | Beta    |
| 2003  | Adam Raga        | Espagne         | Gas gas |
| 2004  | Adam Raga        | Espagne         | Gas gas |
| 2005  | Adam Raga        | Espagne         | Gas gas |
| 2006  | Adam Raga        | Espagne         | Gas gas |
| 2007  | Antonio Bou      | Espagne         | Montesa |
| 2008  | Antonio Bou      | Espagne         | Montesa |
| 2009  | Antonio Bou      | Espagne         | Montesa |
| 2010  | Antonio Bou      | Espagne         | Montesa |
| 2011  | Antonio Bou      | Espagne         | Montesa |
| 2012  | Antonio Bou      | Espagne         | Montesa |